# Німецька консервативна партія
Німецька консервативна партія (нім. Deutschkonservative Partei, DKP) — права політична партія існувала у Німецькій імперії в 1876—1918 рр.

## Виникнення
Партія була заснована 7 червня 1876 року з дуже різних консервативно налаштованих груп. Вона визнала Конституцію Німецької імперії і виступала за збереження монархічних повноважень, зміцнення релігії, проти централізму і парламентаризму, а також за боротьбу із соціал-демократією. Німецька консервативна партія стала правонаступницею старої пруської Консервативної партії, але на відміну від неї отримала вплив і за межами Пруссії, в деяких інших державах Німецької імперії. Першим головою партії став депутат рейхстагу Отто фон Хельдорф. Програма партії була докладно обговорена з Бісмарком.
Головним друкованим органом партії була «Нова пруська газета» («Neue Preußische Zeitung»), більш відома як «Хрестова газета» («Kreuzzeitung») через зображення Залізного хреста в назві.

## Політика
Виборчим оплотом партії були Східна Пруссія, Померанія і Мекленбург. Завдяки трьохстановому виборчому праву, що допускав до виборів лише впливові стани, консерватори мали сильну владу прусської палати депутатів. Партія представляла інтереси прусських поміщиків, великих землевласників, аристократії, протестантського духовенства і генералітету. Підтримувала інститути монархізму в боротьбі з парламентаризмом. Була прихильницею єдності Німецької імперії, але разом з тим виступала проти централізму, розчинення Пруссії в Німеччині, тим самим підтримуючи принципи федералізму.
Партія носила частково антисемітський характер, так, наприклад, під час виборчої кампанії 1881 року була використана широка антисемітська пропаганда.
Консерватори не підтримали політику «Культуркампфа» Бісмарка, а після його відставки опинилися в опозиції до ліберальної економічної політики нового канцлера Лео фон Капріві.
У 1892 році під впливом Адольфа Штокера була прийнята програма партії проти «розтлінного єврейського впливу» і проти соціал-демократії.
У 1889 році Німецька консервативна партія разом з партією Центру виступили проти будівництва Среднегерманского каналу, відмовившись надати кошти на цей проект, що викликало політичну кризу в країні.
Під час правління канцлера Бернгард фон Бюлова партія зблизилася з імперським урядом, через його політику підтримки сільського господарства, але надалі відхилила всі пропозиції по ліберальному реформуванню в області економіки, фінансів та ін., і сприяла відставці уряду фон Бюлова в 1909 році. Німецькі консерватори всіляко підтримували домінуючу роль Пруссії в Німецькій імперії, підтримали усі проекти по армії і флоту, але в той же час колоніальну політику підтримували неохоче. Таким чином дистанціюючись від пан-німецької програми.
Як партія не мала масової підтримки, вона шукала підкріплення у створеному в 1893 році «Союз сільських господарів» (Bund der Landwirte), в якому задавали тон великі прусські аграрії, і багато з них підтримували її.
Німецька консервативна партія була розпущена після падіння монархії і революції 1918 року, більшість її членів взяло участь у створенні Німецької національної народної партії (Deutschnationale Volkspartei, DNVP).